# Field Boy P 300
Field Boy P300 to eksportowa wersja ciągników URSUS C-325 i C-328 na rynek włoski.

## Historia

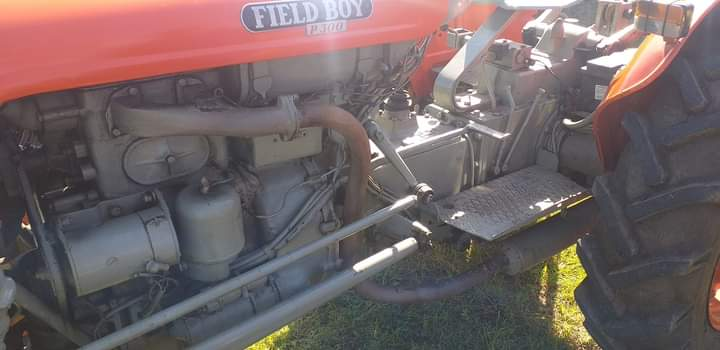
Układ wydechowy stosowany w wersjach eksportowych, oraz sadowniczych

Były to ciągniki przeznaczone na rynek Europy zachodniej (głównie Włochy). Pierwsze egzemplarze z 1962 roku, to Ursusy C-325 z silnikiem S-312B i maską oraz błotnikami fabryki Victorio Cantatore. Następnie eksportowano ciągniki C-328. Na rynek francuski trafiały z maską Victorio Cantatore, a błotniki były produkcji krajowej, lecz jako URSUS C-328. Eksportowano także tradycyjnie wyglądające ciągniki, które różniły się tylko innym układem wydechowym tzn. kolektor wydechowy z modelu C-325 i tłumik poprowadzony, pod podestem za pomocą, odpowiednio wygiętej rury.